# Ide Hejlskov
Ide Hejlskov (født 1964) er en dansk digter og romanforfatter. Hejlskov gennemførte Ph.D i Litteraturvidenskab fra Københavns Universitet i 1998. Hun er også stifter af Forlaget Autre. Hun blev indstillet til Debutantprisen i 2011. 